# Dossiers mystère
 (août 2022).
Le contenu est difficilement compréhensible vu les erreurs de traduction, qui sont peut-être dues à l'utilisation d'un logiciel de traduction automatique.
Dossiers mystère (Northern Mysteries) est une émission de télévision documentaire canadienne créée par Christian Page, produite en anglais et en français, et diffusée à partir du 19 décembre 2005 sur le réseau Global et à partir du 18 octobre 2006 sur Canal D.
Animée par le comédien Michel Dumont (Saison 1 seulement), l'émission recrée des manifestations étranges survenues au Canada. Elle recueille les témoignages d'experts qui tentent de les expliquer en élaborant des hypothèses parfois surprenantes.

## Épisodes

### Saison 1 (2006)
- 1. Disparitions et apparitions:

Le 2 décembre 1919, la magnat du théâtre, Ambrose Small (en), disparait mystérieusement dans la ville de Toronto. En 1970, l'histoire atteint des proportions mythiques, le fantôme d'Ambrose Small hanterait l'une de ses anciennes propriétés, le Grand Theatre à London (Ontario). Entre 1878 et 1879, Esther Cox (en) et le poltergeist d'Amherst est l'une des plus effrayantes affaires de fantôme de l'histoire canadienne. Durant les années 1970, une autre affaire de poltergeist terrorise des habitants de Saint Catharines en Ontario.
- 2. Énigmes:

En 1880, Les Donnelly, une famille d'immigrants irlandais de l'Ontario, sont brutalement assassinés par une milice locale. Plusieurs années après, on est toujours persuadé que le terrain où se trouvait la ferme des Donnelly serait hanté. En 1924, le prospecteur Albert Ostman affirme avoir été enlevé et retenu captif pendant six jours par un sasquatch. Une querelle entre un métis et deux amérindiens serait à l'origine de la recherche d'une mine d'or perdue au Canada.
- 3. Recherches sur l'étrange:

On dit que l'ancien Premier ministre William Lyon Mackenzie King était très féru de sciences occultes. Il invoquait les esprits par l'intermédiaire de médiums. L'Université du Manitoba conserverait des photographies bizarres prises lors de séances dirigées par un certain docteur T. G. Hamilton. À Toronto, un groupe de chercheurs a mené une étude sur un fantôme. À Beauport, près de Québec, des journalistes auraient filmé en direct un poltergeist.
- 4. Sciences en marge:

Le scientifique John Hutchinson est reconnu pour ses expériences menées dans son appartement de Vancouver. Ses recherches se concentraient sur les lois de la physique. Arthur Matthews, un autre scientifique canadien s'inspirant des travaux de Nikola Tesla, réalisait des inventions pour le moins étonnantes. Découvrez aussi l'histoire de Clairvius Narcisse, un haïtien célèbre pour un cas de zombification. Un chercheur de McGill, le Dr Grad, mène des recherches controversées voulant prouver l’existence du pouvoir des médiums et des guérisseurs.
- 5. Poltergeist:

En 1889, dans une ferme près Shawville, la famille Dagg est hantée par une violente entité qui affirme être le diable. En janvier 1969, un prêtre se présente chez la famille St-Onge où des activités paranormales sont en train de se produire. Des poltergeists se sont même manifestés dans une école d'Edmonton. Une salle de cinéma de Vancouver, le Vogue Theater, semble hanté par un invité indésirable.
- 6. Affaires non-classées:

En février 1932, dans les territoires du Nord-Ouest, Albert Johnson, connu sous le nom du trappeur fou de la rivière Rat fait l'objet d'une historique chasse à l'homme. En juillet 1928, les policiers ne pouvant pas obtenir des preuves contre un suspect, font appel à un médium. En pleine crise d'Octobre, une médium américaine, Irene Hughes, contacte une station de Vancouver et diffuse en direct à la radio des prédictions surprenantes sur les événements en cours dans la province de Québec. Michelle Smith fait appel à un psychiatre pour se remémorer des événements troublants où elle aurait été victime de rituels sataniques.   
- 7. Mystères des profondeurs:

Lors du mois de juillet 1937 à la station baleinière de Naden Harbour, des employées du port font la découverte d'une créature étrange retrouvée dans l'estomac d'une baleine mesurant environ 10 pieds de long et possédant une tête bizarre ressemblant à celui d'un chameau. Un témoignage d'un pêcheur dit avoir été attaqué par une créature marine ressemblant à un calmar géant. Plusieurs témoins racontent avoir été témoin d'un monstre lacustre dans le Lac Manitoba. Serait-il Manipogo? Une autre affaire d'une créature lacustre, Ogopogo, va semer le mystère dans le Lac Okanagan en Colombie-Britannique.
- 8. Mystères et légendes d'ici:

En 1989, dans la municipalité de Blue Sea en Outaouais, un couple fait une incroyable rencontre avec une bête ressemblant à un loup-garou. Septembre 1968, à Saint-Joseph-de-Coleraine, un groupe d'enfants aperçoit une étrange créature venue d'un autre monde. Un cas de possession diabolique, celle de Maurice Thériault, où les célèbres enquêteurs du paranormal Ed et Lorraine Warren seront confrontés à l'un des cas de possession les plus terrifiants de leur carrière. 
- 9. Les véritables dossiers X:

En 1981, en Colombie-Britannique, Grant Brellant fait la rencontre de deux curieux hommes en noir alors qu'il attendait un homme qui, comme lui, avait été témoin d'un phénomène d'ovni. En 1967, un prospecteur, Stephen Michalak, a été sérieusement brûlé lors d'une rencontre qu'il aurait eue avec un ovni aux abords du lac Falcon. Le 7 novembre 1990, un énorme vaisseau apparaît au-dessus de Montréal devenant depuis l'une des plus importantes affaires ufologiques de l'histoire du Canada. Le 4 octobre 1967, un mystérieux appareil non identifié s'abîme en mer au large de Shag Harbour, en Nouvelle-Écosse.
- 10. Mystères du passé:

Janvier 1925, au Bélize, un aventurier du nom de Frederick Mitchell-Hedges et sa fille adoptive Anna font l’impressionnante découverte d'un crâne de cristal. L'emplacement de la sépulture du fondateur de la ville de Québec, Samuel de Champlain a toujours été un mystère, c'est pourquoi un archéologue québécois consacre sa vie et ses recherches afin de trouver où pourrait-être le tombeau de Champlain. Le 8 mai 1927, deux aviateurs français, Charles Nungesser et François Coli, disparaît mystérieusement à bord de L'Oiseau blanc, l'un des plus grands mystères de l'histoire de l'aviation. En 1872, des navigateurs découvrent le navire Mary Celeste intact et personne à son bord. Qu'est-il arrivé à l'équipage?
- 11. Parfaits mystères:

Durant l'année 1996, une famille est victime d'une horrible histoire de meurtre. À la suite des enlèvements de trois jeunes enfants à Montréal le 1er novembre 1984, les enquêteurs chargés de cette affaire reçoivent des informations venant d'un médium que l'on surnomme « Monsieur X », lequel affirme avoir eu des visions sur l'emplacement où se trouverait l'un des trois garçons kidnappés. Un manuscrit vénitien mentionnerait l'information comme quoi des templiers seraient venus en Amérique, un siècle avant l'arrivée du célèbre explorateur Christophe Colomb, pour y cacher un objet bien précieux et unique, le Saint Graal. Le 16 novembre 1999, à Terrebonne, Julie Surprenant disparaît mystérieusement alors qu'elle rentrait à la maison.   
- 12. Histoires de meurtres:

Les habitants de la communauté rurale de La Ronge et le reste de la province de la Saskatchewan seront choqués après la découverte macabre du cadavre d'un enfant de 7 ans victime d'un meurtre rituel commis par deux jeunes adolescents dont Sandy Charles. Lors d'une perquisition afin de démanteler un réseau de trafic de stupéfiants, les autorités policières découvrent sur le terrain d'une ferme une dizaine de cadavres enterrés. L'identité de l'un des tueurs en séries les plus populaires, Jack l'éventreur, reste depuis un grand mystère. Par contre, certains indices portent à croire que le tueur serait un médecin canadien. À Londres en 1892, des prostituées meurent mystérieusement empoisonnées. Serait-il le fameux Jack l'éventreur?
- 13. Plus grand que nature:

En 1941, une famille de Ruby Creek en Colombie-Britannique est chassée en panique de sa ferme à la suite de l'apparition d'une étrange créature. Les policiers reçoivent des appels concernant des vaches mortes de façon inexpliquée. En 2000, un ancien policier et sa femme sont témoins de l'apparition sur le Lac Memphrémagog du monstre Memphré. À travers les années, des témoins auraient aperçu des oiseaux géants, une créature provenant des légendes amérindiennes.   
- 14. Trésors perdus:

Des gens recherchent depuis des années un mine d'or découverte dans le passé par deux prospecteurs en Alberta. Trois jeunes canadiens découvrent un trou très profond où se cacherait un trésor sur l'Île Oak (Oak Island). En janvier 1953, un bombardier de l'armée canadienne B-25 survolait les Rocheuses en direction de Sea Island, transportant à son bord une mystérieuse cargaison nazie, avant de s'écraser. Un chercheur québécois, Marcel Robillard, découvre un trésor dans une épave d'un navire tout près de Terre-Neuve-et-Labrador.

### Saison 2 (2013)
- 1. Ces êtres venus d'ailleurs:

En 1967, à Point Pleasant en Virginie-Occidentale, le pont du Silver Bridge s'effondre la même année où des témoins auraient aperçu une créature effrayante appelée l'homme-phalène. Trois témoins distincts auraient aperçu une petite créature non identifiée entre le 21 et 22 avril 1977 à Dover au Massachusetts. Dans la nuit du 21 au 22 août 1955, la famille Sutton raconte au shérif avoir été attaquée par des petites créatures. 
- 2. Conversation avec un fantôme:
- 3. Malédictions:
- 4. La fièvre de l'or:
- 5. Pouvoirs inexpliqués:
- 6. Les visiteurs:

La nuit du 23 juillet 1982, à Sainte-Dorothée, une jeune femme aperçoit dans le ciel une lumière ronde et blanche au-dessus d'un champ tandis que trois jeunes campeurs, campant non loin de là, feront une rencontre du troisième type assez effrayante. Au Yukon en 1996, des dizaines de témoins rapportent aux autorités avoir vu un ovni dans le ciel. En 1961, le couple Betty et Barney Hill raconte avoir été enlevés par des extraterrestres. Ce cas sera l'une des plus célèbres affaires d'enlèvement par extraterrestres. 
- 7. Meurtres ou décès?:

À Trois-Rivières en 1969, un policier est retrouvé mort mystérieusement dans sa voiture alors que les enquêteurs se demandent si c'est un meurtre ou un suicide. En 1978, une jeune étudiante de Lennoxville disparaît sans laisser de trace. En 1980, survint une vague de décès inexplicables de bébés dans un hôpital de Toronto.   
- 8. Qui? Quand? Comment? Pourquoi?...:

À Fall River en août 1892, une jeune femme est accusée du meurtre brutal de son père et de sa belle-mère commis à la hache. Entre 1969 et 2011, plusieurs jeunes femmes, dont en partie d'origine autochtone, disparaissent et elles sont retrouvées mortes le long de l'autoroute 16 en Colombie-Britannique que l'on surnomme L'autoroute des larmes (Highway of Tears). À Longueuil, le meurtre et le viol de Sharron Prior demeure un mystère. Depuis le soir du 29 mars 1975, l'assassin cours toujours.
- 9. Quand l'histoire se trompe...:
- 10. Meurtres, magie noire et sortilège:

En 1825, une femme millionnaire de la Nouvelle-Orléans est soupçonnée d'avoir torturé ses esclaves noirs. Entre 1910 et 1919, un tueur en série assassine au hasard et froidement à coups de hache des habitants de la Nouvelle-Orléans. Cependant, il semble qu'il épargnait les habitants des maisons où se jouait de la musique jazz. En 1837, dans cette même ville, une grande prêtresse vaudou était redoutée.  
- 11. Bêtes étranges:

En 1958 au Népal, un irlandais photographie un artéfact mystérieux qui ressemble à une main momifiée, En 1735, une paysanne du New Jersey, Deborah Leeds, donne naissance à une créature monstrueuse plus connue sous le nom du diable de Jersey. De 1923 à 1970, plusieurs témoins affirment avoir vu un hominidae poilu et à la tête blonde aux environs de Cobalt en Ontario.   
- 12. La possession diabolique:
- 13. Hantises:

## Fiche technique[2]
- Animateur : Michel Dumont (Saison 1)
- Narrateur : Fayolle Jean Jr. (Saison 2)
- Réalisation : Jean Leclerc et Eric Santerre
- Producteur : Jean Leclerc et Roberto Luca
- Producteur exécutif : Roberto Luca
- Scénario : Christian Page et Jean Leclerc
- Concept : Christian Page
- Musique : Toyo et Robert Meunier
- Directeur photo : Richard Hamel
- Son : Stefane Kirouac
- Montage : José Heppell, Eric Santerre, M.C. Troini et Patrick Trahan (assistant-monteur)
- Costumes : Andrée Brunet et Dominique Thériault
- Effets spéciaux : Éric Nolin
- Maquillage : Kelly Hilliard et Carole Lawrence
- Recherchiste : Christian Page et Francine Bernard
- Doublage des entrevues : Benoît Rousseau et Marie-Christine Landry
- Interprétation : Martina Adamcova

## Citation
« Dans un monde rationnel, banal et prévisible, rien n'est plus intrigant, rien n'est plus fascinant et angoissant que le sentiment de mystère qui nous envahit lorsque nous faisons face à l'inconnu. »

— Michel Dumont, Dossiers mystères

## Version TQS
Le titre Dossiers mystère a été utilisé de 1989 à 1992 pour la version québécoise de l'émission américaine Unsolved Mysteries (1987-2010) animée par Jean Coutu puis Pierre Laporte à Télévision Quatre-Saisons, qui traite plutôt de dossiers policiers et crimes. 

« Pour chaque mystère, quelqu'un, quelque part, connaît la vérité. C'est peut-être vous. »

— Pierre Laporte, Dossiers mystères